# برنار دومو
برنارد دوموت (انگلیسی: Bernard Dumot؛ زادهٔ ۱۴ اوت ۱۹۵۰) بازیکن فوتبال اهل فرانسه است.
از باشگاه‌هایی که در آن بازی کرده‌است می‌توان به باشگاه فوتبال پاریس اف سی اشاره کرد.
وی همچنین در تیم ملی فوتبال France Amateurs بازی کرده‌است.